# Johann Friedrich Conrad Carl Demme
Johann Friedrich Conrad Carl Demme (* 7. März 1834 in Berge; † 1. März 1903 ebenda) war ein deutscher Kommunalpolitiker und Abgeordneter des Provinziallandtages der preußischen Provinz Hessen-Nassau.

## Leben
Johann Friedrich Conrad Carl Demme war der Sohn des Landwirts Johann Heinrich Demme und dessen Gemahlin Anna Margarethe Fusch. Er war in seinem Heimatort über lange Zeit Bürgermeister und kam so im Jahre 1902 als Abgeordneter in den Kurhessischen Kommunallandtag des Regierungsbezirks Kassel. Die Kurhessische Ständeversammlung, die von 1830 bis zur Annexion Hessens durch Preußen im Jahre 1866 als Volksvertretung bestand, wurde von dem Kommunallandtag Kassel abgelöst und war nach preußischem Muster konzipiert. Das Parlament bestand unterhalb der Ebene des Provinziallandtages der Provinz Hessen-Nassau. Dieses Gremium setzte sich aus den gewählten Abgeordneten der Kommunallandtage zusammen. Demme war hier Mitglied des Eingabeausschusses und übte diese Funktionen bis zu seinem Tode im Jahr 1903 aus. 